# Kurt Scherrer

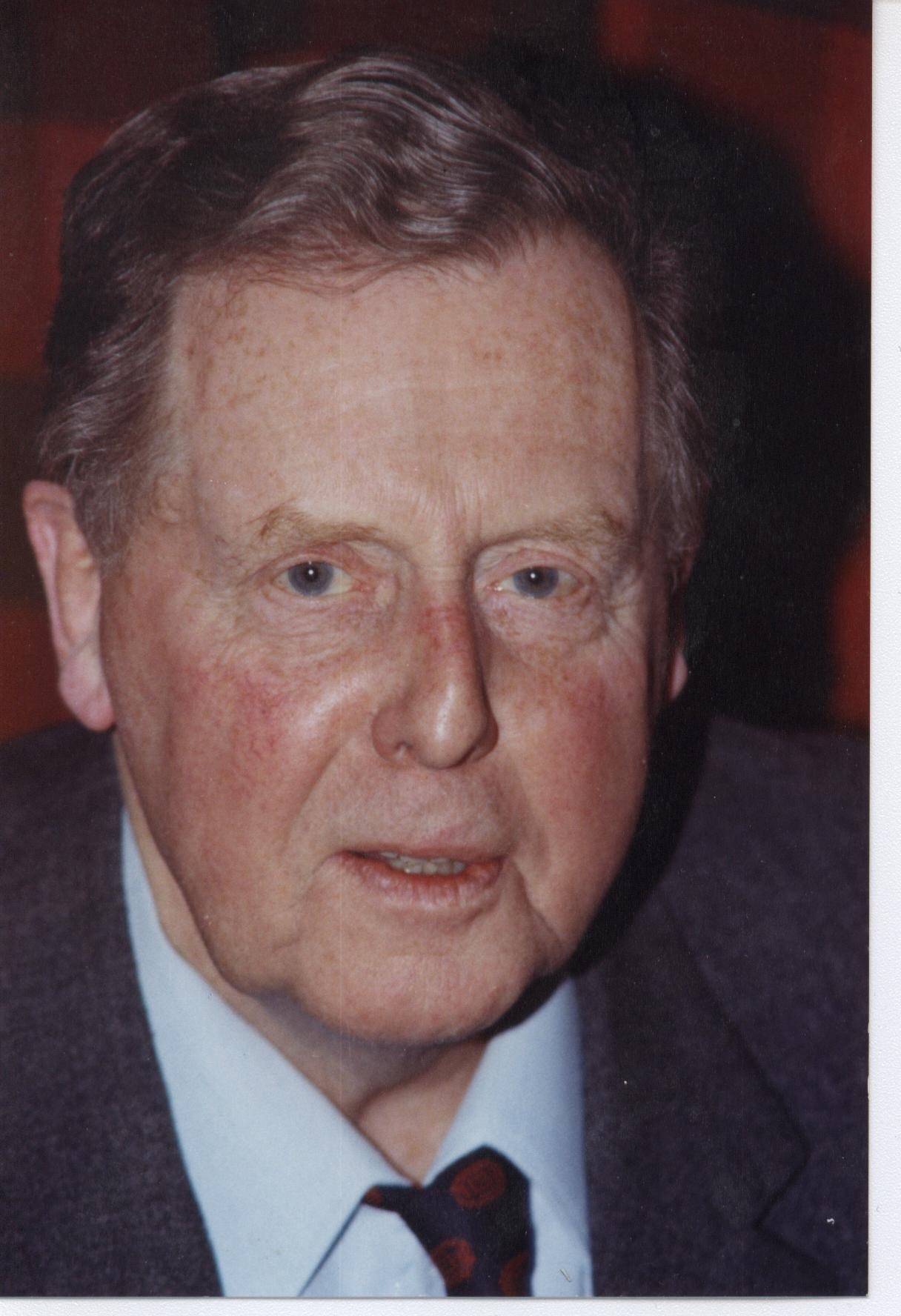
Kurt Scherrer, 1983

Kurt Scherrer (* 25. September 1904 in Hannover; † 11. Dezember 1985 ebenda) war ein deutscher Kaufmann, Autor und Teil der in Hannover über Generationen geführten Druckerei Scherrer.

## Leben

### Familie
Kurt Scherrer war
- verheiratet mit Margret Fiehn, Tochter des Rechtsanwalts und Notars Hans Fiehn.
- der Urenkel von Felix Scherrer, einem Buchdruckermeister um 1830 in Hannover. Felix Scherrer war der Urgroßvater von Ilse Pröhl, der Ehefrau von Rudolf Heß.
- der Enkel von Ernst Ferdinand Scherrer (1840–1905), Buchdrucker, Betriebsleiter und technischer Betriebsdirektor der Firma Jänecke & Schneemann.[1]
- der Sohn des Firmengründers Franz Scherrer (1872–1935).[1]
- der Vater des späteren Geschäftsführers Wolfgang Scherrer.[3]

### Werdegang
1923 legte er das Abitur am Realgymnasium in Hannover ab. Von 1923 bis 1925 folgte eine kaufmännische Lehre in Bremen bei der Papiergroßhandlung Carl Lange Nachfolger. Danach war er in Neuruppin bei der Firma Oehmigke & Riemschneider, dem damaligen Hersteller des Neuruppiner Bilderbogens, als Gehilfe tätig. 1927 trat er kurzzeitig in den väterlichen Betrieb ein, begab sich aber am 31. Mai 1928 mit dem Dampfschiff München nach New York City und verbrachte dann ein Jahr in den USA. Dort arbeitete er in verschiedenen Druckereien und Reklame-Firmen (u. a. Einson Freemann Corporation; Kaufmann & Strauss Co. New York), in denen er zahlreiche Erfahrungen sammelte, die er später in das hannoversche Familienunternehmen einbringen konnte.

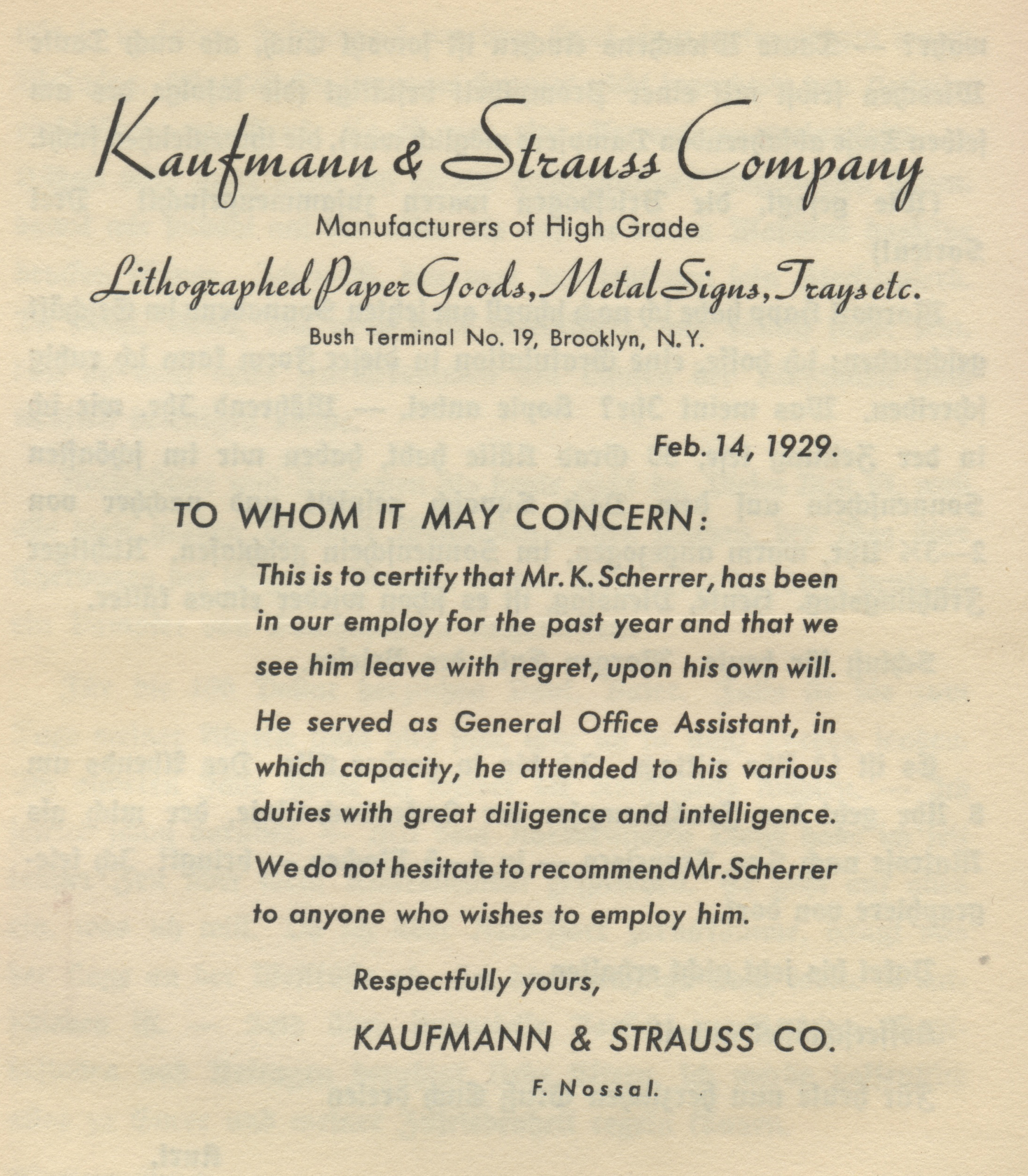
Arbeitszeugnis Kaufmann & Strauss 1929

Ende Mai 1929 kehrte Kurt Scherrer in seine Heimatstadt zurück und trat noch im selben Jahr der von seinem Vater gegründeten Firma Druckerei Franz Scherrer bei. Nach dem Tod seines Vaters 1935 übernahm er das Unternehmen und erweiterte es erheblich, zum Beispiel durch den Ausbau des Plakatdruckes und die Einführung der Fotolithografie. Die privaten Kontakte zu den Inhabern der Firmen Bahlsen GmbH & Co. KG (Süßwaren), B. Sprengel & Co. (Schokolade) und Vorwerk & Co. (Teppiche) führten zu jahrelangen Druckaufträgen für diese Firmen. In den 1970er Jahren wurden für das Wilhelm-Busch-Museum in Hannover im aufwändigen mehrfarben-Offsetdruck-Verfahren nach Lithographien Faksimile-Drucke von Wilhelm Busch erstellt.
Kurt Scherrer war 1944 Mitglied im Aufsichtsrat der Roto-Werke AG in Königslutter, Europas größtem Hersteller für Rotationsvervielfältigungsmaschinen.
In den letzten Tagen des Zweiten Weltkriegs wurden die Geschäftsgebäude der Druckerei Franz Scherrer durch die Luftangriffe auf Hannover total zerstört, anschließend jedoch in größerem Umfang wieder aufgebaut.
Zuletzt wurde sein Familienunternehmen als Scherrer – Druck, Daten und Projektmanagement in der 4. Generation geführt.
Kurt Scherrer war ab 1951 Vorsitzender des Bauausschusses, von 1961 bis 1975 Präsident und bis 1986 Mitglied des Vorstands des Deutschen Tennis Vereins Hannover (gegründet 1896, der älteste Tennis-Verein in Hannover).
Im Jahre 1962 war Scherrer als Vorsitzender der Landessparte Flachdruck im Verband der graphischen Betriebe Nordrhein e.V. (VBGN) tätig. 1968 setzte Scherrer sich als Vorsitzender der Landesfachgruppe Flachdruck in Hannover nachhaltig für eine bundesweite Stärkung der Landesverbände zur besseren Zusammenarbeit mit der finnischen Papierindustrie ein.

## Schriften
- Kurt Scherrer: Meinen lieben Eltern zum 21. Juni und 24. August 1935, Abschrift des Einzelexemplares von 1935, Lebensbericht von Kurt Scherrer, Stammbaum von Kurt Scherrer, erstellt anlässlich des Familienfestes am 12.–13. Juni 2010 an der Mühle in Sorsum (270 S.), Berlin 2010: epubli GmbH; online über Google-Bücher